# Addison (Automarke)
Addison war eine britische Automarke.

## Unternehmensgeschichte
Das Unternehmen aus Liverpool begann 1906 mit der Produktion von Automobilen. Der Markenname lautete Addison. Im gleichen Jahr endete die Produktion.

## Fahrzeuge
Das einzige Modell war ein Dreirad. Ein Zweizylindermotor mit 6,5 PS Leistung trieb das Fahrzeug an. Beworben wurde es als The Mercedes of the Tri-Car World.